# Skiti
Skiti so bili iranska nomadska ljudstva, govorili so iranski jezik, ozemlje, ki so ga naseljevali, pa je svoj obseg spreminjalo. Izmenoma so naseljevali:
- Kavkaz, z Azerbajdžanom in Gruzijo
- srednjeazijske stepe: Uzbekistan, Turkmenistan, Tadžikistan, Afganistan
- regije gorovja Altaj, kjer se stikajo meje današnjih držav Mongolije, Kitajske, Rusije in Kazahstana
- pokrajine ob rekah Ind (Sintos), Dželum (Hidaspes), Čenab (Acesines) in Sutledž (Zaradros) v današnjem Pakistanu in severozahodni Indiji.
- južna Ukrajina s spodnjim tokom Donave na področju današnje Bolgarije.

Skiti so prvič omenjeni kot Iškuzai v asirskih kronikah okrog leta 700 pr. n. št.
Skiti so edino nomadsko ljudstvo, ki je za stalno poselilo najsevernejše predele črnomorsko-kaspijske stepe. V zgodovini »se pojavijo« nekje okrog leta 800 pr. n. št., ko kitajski vojaški pritisk sproži premikanje sosednjih plemen proti zahodu. Skupaj s Kimerijci prodrejo v deželo Medijcev. Tam ustanovijo državo, ki se je obdržala osemindvajset let, potem se vrnejo v stepo na sever. Prvič so omenjeni okrog leta 670 pr. n. št. v kronikah asirskega vladarja Asarhadona, kot velika nevarnost za severna ozemlja njegovega kraljestva. Stara orientalska kronologija postavlja čas njihovega kraljestva med leta 653 in 625 pr. n. št.. Po njihovem pregonu iz Azije, jih omenjata zgodovinarja Hekataj (ohranjenih nekaj odlomkov) in Herodot. Herodot nam zapusti opise, ki so vezani na čas, ko perzijski kralj Darej I. med letoma 514 – 512 pr. n. št. organizira pohod proti Skitom, ki so zato bežali pred perzijsko vojsko, uničevali vodnjake in živež, tako da je Darejeva vojska ostala brez vode in hrane. Skiti so se razdelili na tri skupine, katere so vodili trije skitski kralji. Neprestano so se izogibali neposrednemu spopadu, Darej I. nasede, sledi jim vse globlje in globlje v notranjost skitskega ozemlja, na koncu, ko naleti na območje še samo stepe in vidi, da je vojska sestradana se zave, da mu sledi ali boj ali pa propad. Darej I. se umakne in to je pravzaprav rešilo črnomorske Grke pred perzijsko invazijo. V stepi so bili nomadi mnogo močnejši od perzijske vojske, ki je morala novačiti, plačevati in oskrbovati vojsko. Nomadi pa so postali vojaki v vsakem trenutku, ne da bi to bistveno vplivalo na njihovo življenje oziroma ekonomijo. Do danes ni jasno, zakaj je Darej I. sploh šel v vojno proti Skitom. Mogoče se je pripravljal na napad na Grčijo, da bi pa to naredil, je moral presekati trgovske poti – torej oskrbo z žitom iz Ponta in kovino iz Trakije. Uspeh je bil delen – uspel je zavzeti Trakijo, Skite pa ni uspel premagati. 
Po tej zmagi, postanejo Skiti »vladarji« severno pontskega območja dokler jih ne začno ogrožati vzhodni Sarmati. V 4. st. pr. n. št., v času vladarja Ateja, naj bi se spopadli s Filipom II. Makedonskim, kjer je Atej tudi izgubil življenje. V tem času je skitska kultura dosegla tudi svoj razcvet, vendar bolj ko gremo proti letu 300 manj podatkov imamo o skitski kulturi.
Okrog štiristo let so Skiti prevladovali v obsežnem zaledju obale Črnega morja, današnje južne Rusije in vzhodne Ukrajine. Nekaj malega skitskega življa, ki se je ohranil na Krimu, je izginilo pred germanskimi Goti ali so se stopili z njimi v času pozne antike, tako da nimamo sledi njihove specifične kulture.